# Rusty Schwimmer
Rusty Schwimmer (Chicago, 25 agosto 1962) è un'attrice statunitense.

## Biografia
Rusty Schwimmer fa il suo debutto cinematografico nel 1988, apparendo nel film Alla scoperta di papà. Ottiene piccole parti in Highlander II - Il ritorno (1991), I sonnambuli (1992) e Candyman - Terrore dietro lo specchio (1992), prima di interpretare Joey B in Jason va all'inferno (1993).
Nel 1995 interpreta il ruolo di Amelia Minchin nel film La piccola principessa, diretto da Alfonso Cuarón. Continua ad apparire sul grande schermo nei ruoli della signora Thornton (la madre di Jo Harding) in Twister (1996), della signora Pendleton in Amistad (1997), Alice in EdTV (1999), Irene Big Red Johnson ne La tempesta perfetta (2000), Millie Dupree in La giuria (2003), Big Betty in North Country - Storia di Josey (2005), e zia Martha in Sorelle assassine (2014).

## Filmografia

### Cinema
- Alla scoperta di papà (Memories of Me), regia di Henry Winkler (1988)
- Scappa ragazza scappa (Angel of the City), regia di Lawrence Hilton-Jacobs (1989)
- Highlander II - Il ritorno (Highlander II: The Quickening), regia di Russell Mulcahy (1991)
- I sonnambuli (Sleepwalkers), regia di Mick Garris (1992)
- Candyman - Terrore dietro lo specchio (Candyman), regia di Bernard Rose (1992)
- Jason va all'inferno (Jason Goes to Hell: The Final Friday), regia di Adam Marcus (1993)
- Due teneri angioletti (The Crazysitter), regia di Michael McDonald (1994)
- La piccola principessa (A Little Princess), regia di Alfonso Cuaròn (1995)
- Lone Justice 2, regia di Jack Bender (1995)
- Twister, regia di Jan de Bont (1996)
- Gridlock'd - Istinti criminali (Gridlock'd), regia di Vondie Curtis-Hall (1997)
- Amistad, regia di Steven Spielberg (1997)
- Los Locos, regia di Jean-Marc Vallèe (1997)
- Almost Heroes, regia di Christopher Guest (1998)
- The Thin Pink Line, regia di Joe Dietl e Michael Irpino (1998)
- EdTV, regia di Ron Howard (1999)
- La tempesta perfetta (The Perfect Storm), regia di Wolfgang Petersen (2000)
- La giuria (Runway Jury), regia di Gary Fleder (2003)
- North Country - Storia di Josey (North Country), regia di Niki Caro (2005)
- Crazy in Love, regia di Petter Næss (2005)
- Broken Trail - Un viaggio pericoloso (Broken Trail), regia di Walter Hill (2006)
- Beautiful Dreamer - La memoria del cuore (Beautiful Dreamer), regia di Terri Farley-Teruel (2006)
- The Informant!, regia di Steven Soderbergh (2009)
- The Sessions - Gli incontri (The Sessions), regia di Ben Lewin (2012)
- Sorelle assassine (Perfect Sisters), regia di Stanley M. Brooks (2014)

#### Televisione
- Parker Lewis – serie TV, 1 episodio (1991)
- Life Goes On – serie TV, 1 episodio (1991)
- Stand by Your Man – serie TV, 1 episodio (1992)
- Libertà di reato (Bone N Weasel), regia di Lewis Teague – film TV (1992)
- L'ispettore Tibbs (In the Heat of the Night) – serie TV, 2 episodi (1993)
- Willy, il principe di Bel-Air (The Fresh Prince of Bel-Air) – serie TV, 1 episodio (1994)
- I racconti della cripta (Tales from the Crypt) – serie TV, 1 episodio (1994)
- Sposati... con figli (Married... with Children) – serie TV, 1 episodio (1995)
- E.R. - Medici in prima linea (ER) – serie TV, 1 episodio (1995)
- La famiglia Brock (Picket Fences) – serie TV, 3 episodi (1992-1995)
- The Louie Show – serie TV, 1 episodio (1996)
- Chicago Hope – serie TV, 1 episodio (1996)
- L'uomo che catturò Eichmann (The Man Who Captured Eichmann), regia di William A. Graham – film TV (1996)
- Ally McBeal – serie TV, 1 episodio (1997)
- Providence – serie TV, 1 (1999)
- Tracey Takes On... – serie TV, 1 episodio (1999)
- Ally – serie TV, 1 episodio (1999)
- Giudice Amy (Judging Amy) – serie TV, 1 episodio (2000)
- X-Files (The X-Files) – serie TV, 1 episodio (2000)
- Ladies Man – serie TV, 2 episodi (2001)
- Six Feet Under – serie TV,1 episodio (2002)
- The Guardian – serie TV, 9 episodi (2001-2003)
- My Big Fat Greek Life – serie TV, 1 episodio (2003)
- Una mamma per amica (Gilmore Girls) – serie TV, 2 episodi (2003)
- Clifford's Puppy Days – serie TV, 1 episodio (2003)
- Boston Public – serie TV, 1 episodio (2004)
- LAX – serie TV, 1 episodio (2004)
- Boston Legal – serie TV, 1 episodio (2004)
- Dragnet – serie TV, 1 episodio (2004)
- CSI - Scena del crimine (CSI: Crime Scene Investigation) – serie TV, 1 episodio (2004)
- Broken Trail - Un viaggio pericoloso (Brocken Trail) – miniserie TV, 2 episodi (2006)
- Senza traccia (Without a Trace) – serie TV, 1 episodio (2006)
- Shark - Giustizia a tutti i costi (Shark) – serie TV, 1 episodio (2006)
- Criminal Minds – serie TV, 1 episodio (2007)
- Heroes – serie TV, 1 episodio (2007)
- Desperate Housewives – serie TV, 1 episodio (2007)
- State Mind – serie TV, 3 episodi (2007)
- Private Practice – serie TV, 1 episodio (2007)
- La vita segreta di una teenager americana (The Secret Life of the American Teenager) – serie TV, 1 episodio (2009)
- Il tempo della nostra vita (Days of Our Lives) – serie TV, 5 puntate (2009)
- Bones – serie TV, 1 episodio (2010)
- Drop Dead Diva – serie TV, 1 episodio (2010)
- Grey's Anatomy – serie TV, 1 episodio (2016)
- Lucifer – serie TV, 1 episodio (2016)
- Better Call Saul – serie TV, 1 episodio (2022)

## Doppiatrici italiane
Nelle versioni in italiano delle opere in cui ha recitato, Rusty Schwimmer è stata doppiata da:
- Doriana Chierici in CSI - Scena del crimine[1], 9-1-1[2]
- Anna Melato in X-Files[3]
- Lorenza Biella ne La giuria[4]
- Ludovica Modugno in Broken Trail - Un viaggio pericoloso[5]
- Roberta Gasparetti in Desperate Housewives
- Stefania Romagnoli in Private Practice
- Antonella Alessandro in Grey's Anatomy[6]
- Valeria Perilli in Lucifer[7]
- Daniela Abbruzzese in Better Call Saul[8]